# Benito Zambrano
Benito Zambrano, é um premiado diretor e roteirista espanhol, nascido a 20 de março de 1964, em Lebrija, provincia de Sevilha, Espanha. Estudou arte dramática em Sevilha. Formou-se  pela Escola Internacional de Cine e Televisão de San Antonio de Los Baños, em Cuba. Premiado com o Goya, nas categorías de diretor e roteirista, por seu filme Solas.

## Filmografia como Diretor
- El encanto de la luna llena (1994)
- Solas (1999)
- Padre coraje (2002) TV Minisérie
- Habana Blues (2005)